# Eleições parlamentares europeias de 2009 (Malta)
As eleições parlamentares europeia de 2009 em Malta, realizaram-se a 6 de junho e, serviram para eleger os 5 deputados nacionais ao Parlamento Europeu.

## Resultados Oficiais
| Partido                 | Partido                 | Votos   | %               |       | Deputados |         |
| ----------------------- | ----------------------- | ------- | --------------- | ----- | --------- | ------- |
|                         | Partido Trabalhista     | 135 917 | 54,77 / 100,00  | 6,35  | 3 / 5     | Estável |
|                         | Partido Nacionalista    | 100 486 | 40,49 / 100,00  | 0,73  | 2 / 5     | Estável |
|                         | Alternativa Democrática | 5 802   | 2,34 / 100,00   | 6,99  | 0 / 5     | Estável |
|                         | Imperium Europa         | 3 637   | 1,47 / 100,00   | Novo  | 0 / 5     | Novo    |
|                         | Outros                  | 2 327   | 0,93 / 100,00   |       | 0 / 5     |         |
| Votos Inválidos         | Votos Inválidos         | 5 870   | 1,82 / 100,00   | 0,16  |           |         |
| Total                   | Total                   | 254 039 | 100,00 / 100,00 |       | 5 / 5     |         |
| Eleitorado/Participação | Eleitorado/Participação | 322 411 | 78,79 / 100,00  | 3,60  |           |         |
| Fonte                   | Fonte                   | [ 1 ]   | [ 1 ]           | [ 1 ] | [ 1 ]     | [ 1 ]   |